# Heraldo Romero Sánchez
Heraldo Romero Sánchez (Ipiales, 9 de enero de 1948-Bogotá, 6 de septiembre de 1980) fue un abogado, líder cívico y popular colombiano. Fue dirigente estudiantil y político de izquierda en el departamento de Nariño, que se distinguió por su tenacidad y valor civil en la lucha pro-defensa de las clases menos válidas de la región. También fue periodista, escritor, declamador, excelente orador y portador de una brillante inteligencia. Fue miembro del Comité Central a nivel nacional y Secretario General  del Movimiento Obrero Independiente y Revolucionario (MOIR) en el departamento de Nariño.

## Vida
Nació el 9 de enero de 1948 en Ipiales. Realizó sus estudios primarios en el Instituto Luna Zambrano, entidad educativa dirigida por Hermanos Maristas. Posteriormente, esta institución se nombró Colegio Champagnat, y fue ahí donde finalizó sus estudios secundarios en 1965. 
En 1967 se radica en Bogotá donde estudia y obtiene su licencia como locutor radial, profesión que la ejerce durante algún tiempo en reconocidas emisoras tanto en la ciudad de Ipiales como en Pasto, capital del Nariño como abogado.
Estuvo casado con Gladis Vela Caviedes cuya unión matrimonial duró hasta agosto de 1978 (aproximadamente 8 años) y luego entabla relación con Fabiola Astaiza de la cual sobreviene su único hijo Heraldo Romero Astaiza distinguido artista y comunicador de la capital nariñense.

### Familia
Heraldo fue el segundo hijo del hogar conformado por sus padres Bertha Sánchez Yépez y Jonás Romero Landazuri. Casi toda su niñez y adolescencia las vivió en Ipiales, junto a sus padres y hermanos Manuel Darío, Hilda Beatriz, Guillermo Eduardo, Gloria Mercedes, María Elena, Ana Lucía, Jonás Ricardo, Mery Cecilia y María Eugenia.

## Vida política

### Como dirigente estudiantil
Heraldo empezó a irradiar su pensamiento, su personalidad y su ideología entre 1963 a 1965 cuando dirige el periódico Voz Juvenil, órgano escrito por los alumnos del Colegio Champagnat de Ipiales.  
Posteriormente, en la Universidad de Nariño, fue elegido presidente del Consejo Estudiantil de la Facultad de Derecho y luego presidente del Consejo Superior Estudiantil de la Universidad de Nariño, cargo que desempeñó durante 4 años consecutivos. En toda la historia de la universidad nariñense ha sido el único líder que como estudiante de primer semestre de facultad llegó a ese cargo de dirección. De esta manera, se convirtió en el máximo dirigente estudiantil del departamento y uno de los más activos dirigentes de Colombia en una época tan convulsionada que se vivió en las universidades colombianas, como lo fue la década de 1970.
Como dirigente estudiantil asiste a todos los encuentros nacionales de estudiantes y logra la más activa participación de los estudiantes nariñenses. 
En febrero de 1968, conforma el Comité Estudiantil pro-Reivindicación Popular en Nariño. También integra un movimiento de estudiantes denominado Frente Estudiantil Democrático y encabeza la delegación de estudiantes nariñenses al IV Encuentro Nacional de Estudiantes, realizado en Bogotá, el 9 de noviembre de ese año, donde presenta su ponencia respecto a la conformación democrática del Consejo Superior Universitario. Impulsa la creación de la Facultad Nocturna de Economía en la Universidad de Nariño, como una necesidad sentida de la comunidad y promueve la organización y participación estudiantil en la lucha regional por la construcción en el departamento de la gran Refinería de Occidente. 

### Como miembro de la izquierda colombiana
Sus primeros pasos dentro de la izquierda colombiana los dio en un movimiento político de orientación radical denominado Organización Revolucionaria de Colombia (ORC) que pronto desapareció. La represión y la persecución política que el estado realizó en contra de este movimiento, fue tal que varios de sus militantes desaparecieron y por ende también la organización. 
En 1968, como militante de la Juventud Patriótica (JUPA) participa junto a varios líderes revolucionarios de todo el país en el proceso de construcción del Movimiento Obrero Independiente y Revolucionario (MOIR) y en el mes de septiembre del año siguiente, asiste a la ciudad de Bogotá, al Encuentro Nacional de Fundación del MOIR, de cuyo partido, años más tarde (en 1973) sería nombrado Secretario Regional en Nariño. Heraldo fue uno de los fundadores de la JUPA a nivel nacional. 
En junio de 1973, junto con ideólogos de las Fuerzas Armadas Revolucionarias de Colombia (FARC), lidera un motín para tomarse las instalaciones de la Asamblea Departamental de Nariño. Sin embargo, gracias a denuncias ciudadanas, sus planes pro comunistas se vienen abajo. 

### Como líder cívico
“No hubo movimiento cívico y reclamación justa que realizará en su época el pueblo de Nariño, en el cual Heraldo no participara”. Siempre estuvo presente en las justas luchas que libraron las clases populares y los pobres y era allí donde se agigantaba y distinguía su portentoso pensamiento. 
En noviembre de 1968 toma parte en la invasión de terrenos baldíos por parte de pobladores pobres de Ipiales, la cual fracasa. Por lo cual Heraldo realiza en Pasto una huelga de hambre en rechazo al desalojo de los invasores y a la traición que sufriera el movimiento por parte de la dirigencia politiquera de la localidad. En ese mismo año participa en el levantamiento popular efectuado en la misma ciudad, en reclamación por la deficiente cobertura y altas tarifas de los servicios públicos en la capital del departamento. Participa y colabora con las justas reclamaciones del Sindicato de Trabajadores de Carreteras Nacionales, realizadas en Nariño.   
Encabezó en 1971 la batalla del estudiantado nariñense que propugnaba por una cultura nacional y científica al servicio del pueblo y un año después, participa activamente en la conformación del Comité Intersindical de Nariño.  
En 1973, interviene en la Lucha Cívica de los barrios Sur-Orientales de Pasto, cuyo principal logró fue la pavimentación de sus calles, y en los dos años subsiguientes, en calidad de concejal, denuncia los atropellos a los que es sometido el pueblo de Nariño y propone acciones de defensa de los intereses regionales.    
En 1974, Heraldo fue elegido concejal de los municipios de Ipiales y Pasto, cargo que ostentó por varios períodos, destacándose por los grandes debates que propició  en contra de la corrupción e ineficiencia administrativa de las autoridades de la época y por su férrea defensa de las clases humildes y desprotegidas. Sus intervenciones eran transmitidas en directo por las emisoras radiales de la localidad y suscitaban mucha expectativa.
Promueve en 1975, conjuntamente con el gremio de los transportadores de Nariño la lucha cívica contra el alza en el precio de la gasolina y agita nuevamente las banderas pro refinería de Occidente con sede en la ciudad de Tumaco. Se vincula con las comunidades campesinas del río Putumayo y defiende a los maestros municipales de Ipiales, quienes eran atropellados por los politiqueros de turno y participa en la lucha de los obreros de Chapas y Maderas de Nariño.
En 1977 promueve la participación de las fuerzas vivas del departamento, en el Paro Cívico Nacional del 14 de septiembre, por lo cual es detenido y condenado a dos meses de cárcel. 
En 1978, durante los meses de abril a septiembre, como presidente del Comité Pro-Reivindicación de los Derechos de Ipiales y del departamento, condujo la lucha cívica de los nariñenses por la mejora en los servicios públicos, por cuya causa el día 3 de mayo fue detenido en Ipiales por el ejército. En esta misma época, fue nombrado presidente del Comité Departamental pro reivindicaciones de Nariño, dirigiendo el aguerrido paro cívico del 25 de junio en Pasto. Por órdenes del gobierno departamental fue detenido y condenado a 6 meses de prisión.
En 1979 impulsa la conformación de la Liga Campesina del Sur de Nariño y Putumayo. 

## Su muerte
Heraldo fallece víctima de un cáncer en Bogotá, el 6 de septiembre de 1980, cuando apenas contaba 32 años de edad. Su cadáver fue trasladado vía aérea a la ciudad de Pasto donde se le rindieron honores en el salón del concejo municipal y en el paraninfo de la Universidad de Nariño. Al día siguiente y en carroza fúnebre fue llevado a la ciudad de Ipiales vía terrestre distante 150 kilómetros del Aeropuerto Antonio Nariño, acompañado de una inmensa caravana de vehículos.
En su tierra natal y en medio de profundas demostraciones de dolor, su cadáver fue colocado en cámara ardiente en el salón de actos de la Escuela Tomás Arturo Sánchez (el sitio cubierto más grande de la ciudad en ese entonces) donde miles y miles  de ciudadanos de Ipiales, de la región y de todo el país desfilaron frente al féretro con el fin de rendirle un sentido homenaje de cariño, admiración y agradecimiento. Previo a su entierro, se realizó una multitudinaria concentración en el Parque La Pola que era su escenario favorito, donde intervinieron varios oradores.

## Su legado
El pueblo de Nariño, nunca ha olvidado a Heraldo Romero Sánchez. Año tras año sus amigos y allegados le rinden sentidos homenajes y visitan su tumba. Los directivos, profesores y estudiantes de Pasto mediante una encuesta democrática, resolvieron rendirle homenaje a su memoria, denominando con su nombre a una de las Instituciones Educativas más importantes de la capital nariñense. En Ipiales también un barrio perteneciente a las clases populares, lleva su denominación. El Fondo Mixto de Cultura de Nariño patrocinó la realización de un documental denominado El Aroma del Alcanfor que recoge algunas vivencias de la lucha cívica de Heraldo en la ciudad de Ipiales.
En la actualidad, varios de sus hermanos continúan con el legado político que Heraldo construyó y un sobrino, Camilo Romero gobernador de Nariño(2016-2019) y su hermano Ricardo Romero Sánchez exalcalde de ipiales.